# Боровицька вежа
Борови́цька вежа (рос. Боровицкая башня, Предте́ченская, Черто́льские ворота, Борови́цкие ворота) — вежа і проїзна брама в південно-західній частині Московського Кремля. Виходить до однойменної площі і Олександрівського саду поруч із Великим Кам'яним мостом. Назва вежі, імовірно, походить від стародавнього бору, який покривав Боровицький пагорб у ранній історії Москви.
Боровицька брама хронологічно є однією з найперших будівель Москви, вона існувала ще в дерев'яній фортеці Дмитра Донського. Вежу над брамою побудували в 1490 році, у період перебудови Кремля з білокам'яного на цегляний. Автор проєкту — італійський архітектор П'єтро Антоніо Соларі. Шатрове навершя з черепичним дахом додали в XVII столітті, до 1935 року його прикрашав позолочений двоголовий орел. У 1937-го орел на шпилі був замінений на рубінову зірку.
Брами вежі збереглися і служили для господарських потреб: з їхнього боку був пологий узвіз до Неглинки, у середні століття через них проходили до Конюшенного і Житнього дворів. У XXI столітті з усіх Кремлівських брам тільки Боровицька залишилася проїзною — нею користується кортеж президента Росії.